# März 1920
Portal Geschichte | Portal Biografien | Aktuelle Ereignisse | Jahreskalender | Tagesartikel

◄ |
19. Jahrhundert |
20. Jahrhundert
| 21. Jahrhundert

◄ |
1890er |
1900er |
1910er |
1920er
| 1930er | 1940er | 1950er | ►

◄ |
1916 |
1917 |
1918 |
1919 |
1920
| 1921 | 1922 | 1923 | 1924 | ►

◄ |
Dezember 1919 |
Januar 1920 |
Februar 1920 |
März 1920 |
April 1920 |
Mai 1920 |
Juni 1920 |
►
Dieser Artikel behandelt tagesbezogene Nachrichten und Ereignisse im März 1920.
Siehe auch: Nekrolog

## Tagesgeschehen

### Montag, 1. März

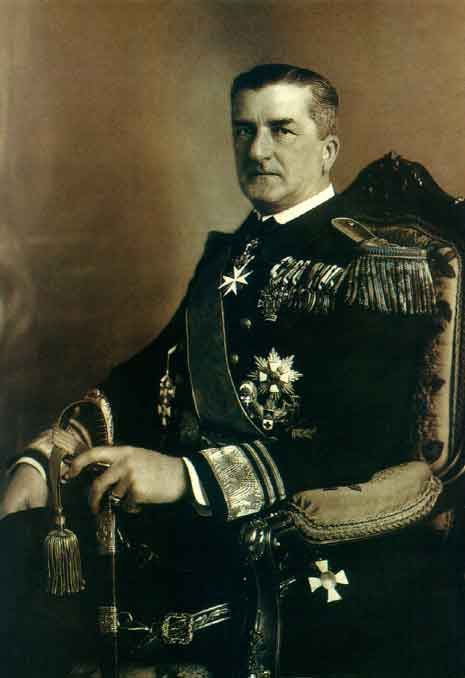
Miklós Horthy

- Budapest/Königreich Ungarn: Die Nationalversammlung wählt Miklós Horthy als Reichsverweser (ungarisch kormányzó) mit 131 von 141 Stimmen zum provisorischen Staatsoberhaupt. Er bleibt nach der offiziellen Absetzung des Hauses Habsburg-Lothringen Staatsoberhaupt der „Monarchie ohne König“.
- Vereinigte Staaten: Die United States Railroad Administration gibt den Eisenbahngesellschaften der USA, die während des Ersten Weltkriegs unter staatliche Verwaltung gestellt waren, die Kontrolle über ihre Unternehmen zurück.
- bei Sambro vor der Küste von Kanada: Der 1900 in Dienst gestellte Transatlantikdampfer der britischen Reederei Leyland Line – Bohemian – fährt in einem Sturm auf einen Black Rock genannten Felsen auf. 6 der 180 Menschen an Bord kommen bei dem Untergang ums Leben.

### Dienstag, 2. März
- Istanbul/Osmanisches Reich: Ali Rıza Pascha beendet nach 5 Monaten und 7 Tagen seine Tätigkeit als Großwesir. Wegen der Ereignisse während seiner Amtszeit – etwa die andauernde Besetzung von Istanbul – bekommt er den Spitznamen Düztaban (dt.: Unheilbringender).

### Mittwoch, 3. März
- Linz/Österreich: Die Landeshauptstadt Linz gibt das erste offizielle Notgeld des Bundeslands Oberösterreich heraus, um den Kleingeldmangel zu beheben.
- Frankreich: Victor Kaluza, später deutscher Lehrer sowie Jugend- und Sachbuchautor, wird aus französischer Kriegsgefangenschaft entlassen, wo er seit 20. Juli 1916  als prisonnier de guerre nr. 3137 drei Jahre und 225 Tage verbrachte. Er tritt die Heimreise nach Oberschlesien an.
- zwischen Radmer und Hieflau/Österreich: Die Waldbahn Radmer nimmt den Betrieb auf.

### Donnerstag, 4. März

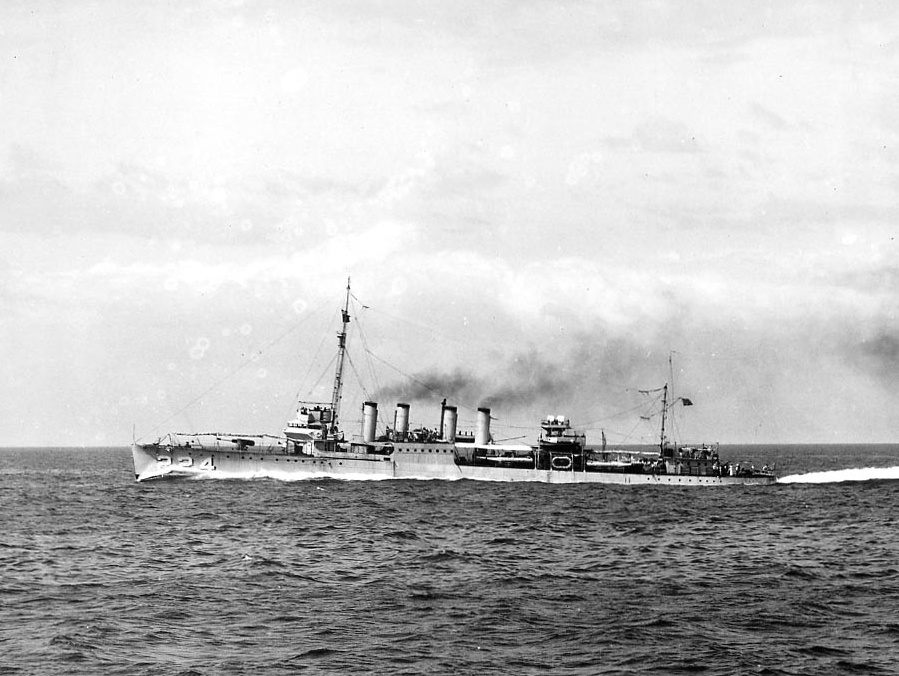
USS Stewart 1930

- Philadelphia/Vereinigte Staaten: In der Werft William Cramp & Sons läuft der Zerstörer der Clemson-Klasse der United States Navy, Stewart, vom Stapel.

### Freitag, 5. März
- Sankt Petersburg/Russische Sozialistische Föderative Sowjetrepublik: Die als Hilfsbibliothekarin in einer Bibliothek in Sankt Petersburg arbeitende und daneben die Geschichte Englands und Frankreichs am 3. Alexander-Herzen-Institut unterrichtende Julija Nikolajewna Dansas wird verhaftet, jedoch einen Tag später auf Fürsprache Maxim Gorkis wieder freigelassen.
- Seoul/japanische Kolonie Korea: Chōsen Nippō (jap. 朝鮮日報), die älteste noch erscheinende Zeitung Südkoreas erscheint erstmals.[1]

### Samstag, 6. März

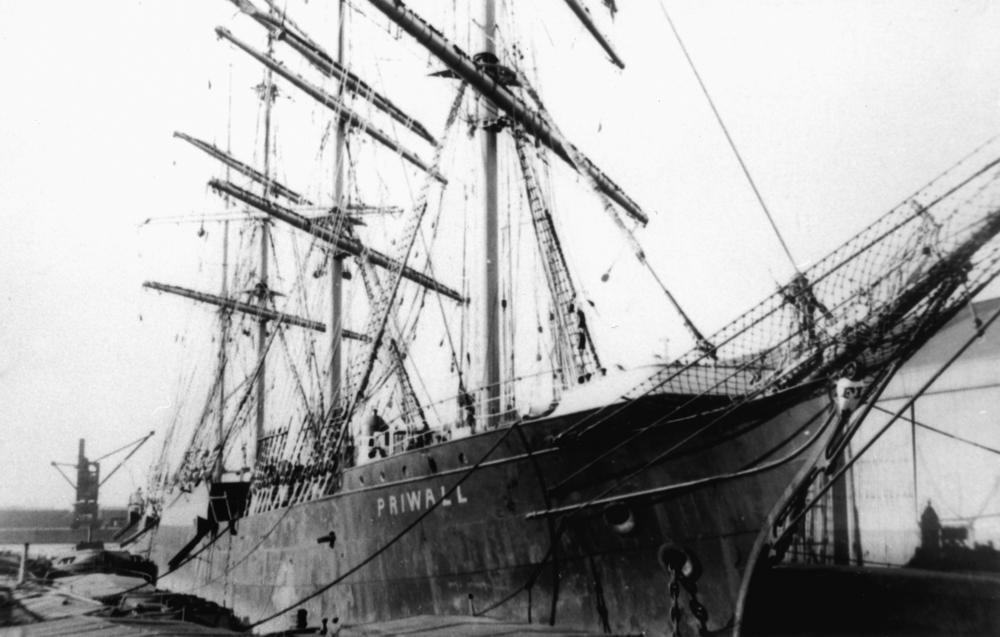
Die Priwall

- Rostock/Weimarer Republik: Die deutsche Viermastbark Priwall[2]. Sie war 1914 bestellt worden[3], lief 1917 auf der Hamburger Werft Blohm & Voss unter der Baunummer 234 vom Stapel und wird, bedingt durch den Ersten Weltkrieg, erst jetzt an die Reederei F. Laeisz ausgeliefert. Diese verzögerte Bauphase entbindet die Reederei aber schließlich auch von der im Versailler Vertrag festgelegten Ablieferungspflicht an die Siegermächte.
- Chelmsford/Vereinigtes Königreich Großbritannien und Irland: Marconis 15-kW-Station beendet ihr seit 23. Februar laufendes Versuchsprogramm auf Langwelle 107 kHz, bei dem zweimal täglich Nachrichten und Musik gesendet wurden.[4]

### Sonntag, 7. März

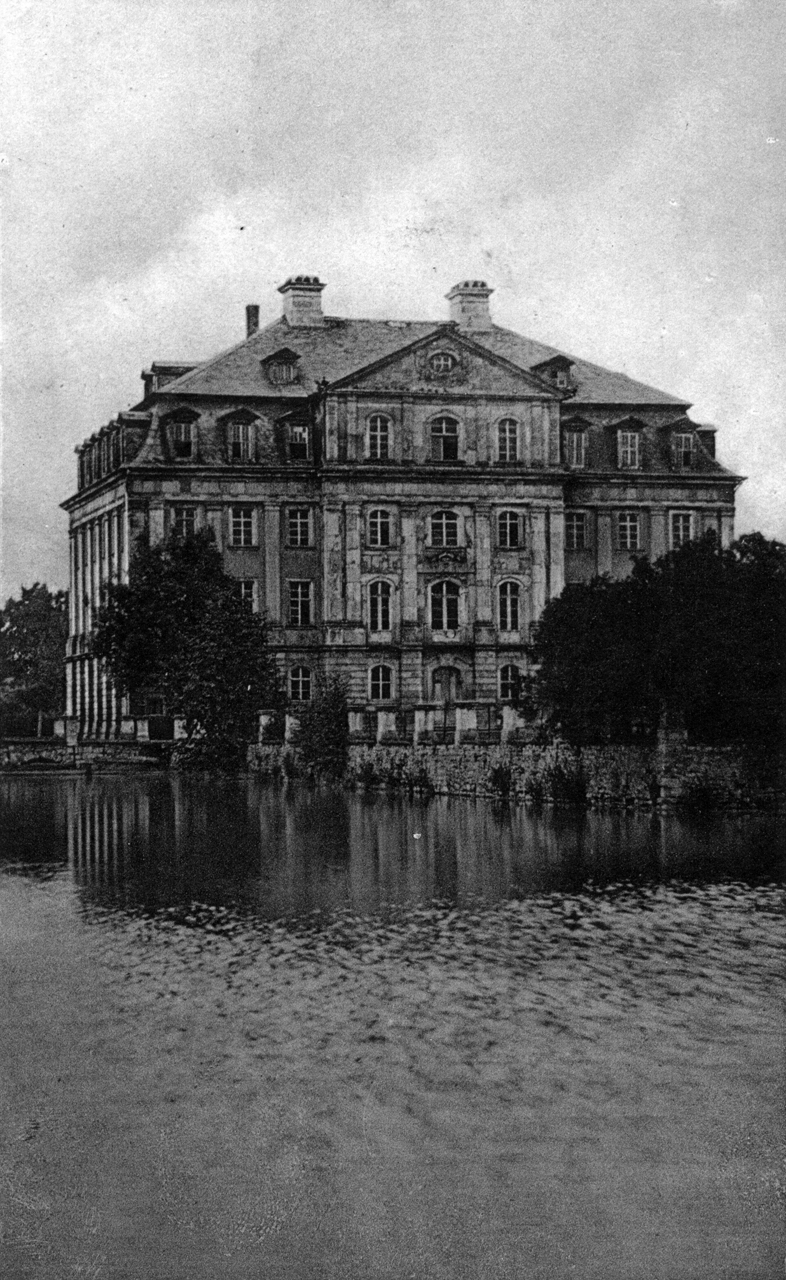
Schloss Tinz; von 1920 bis 1933 Sitz der Heimvolkshochschule Tinz.

- Damaskus/Königreich Syrien: Der syrische Kongress ruft die Unabhängigkeit von Großsyrien einschließlich Palästinas unter König Faisal aus. Darauf kommt es in sämtlichen Städten Palästinas zu Massendemonstrationen und in der Folge zu den Nabi-Musa-Unruhen.
- Volksstaat Reuß: Die Heimvolkshochschule Tinz nimmt ihre Arbeit mit dem ersten Halbjahreskurs auf. Sie soll jungen Frauen und Männern, denen der Zugang zur Kultur- und Bildungsgesellschaft bis dahin verschlossen gewesen war, die Möglichkeit gegeben, umfassende Kenntnisse auf politischem, geschichtlichem, wirtschaftlichem und psychologischem Gebiet zu erwerben; verbunden damit ist der Anspruch, Menschen zu selbständigem Denken anzuregen.

### Montag, 8. März

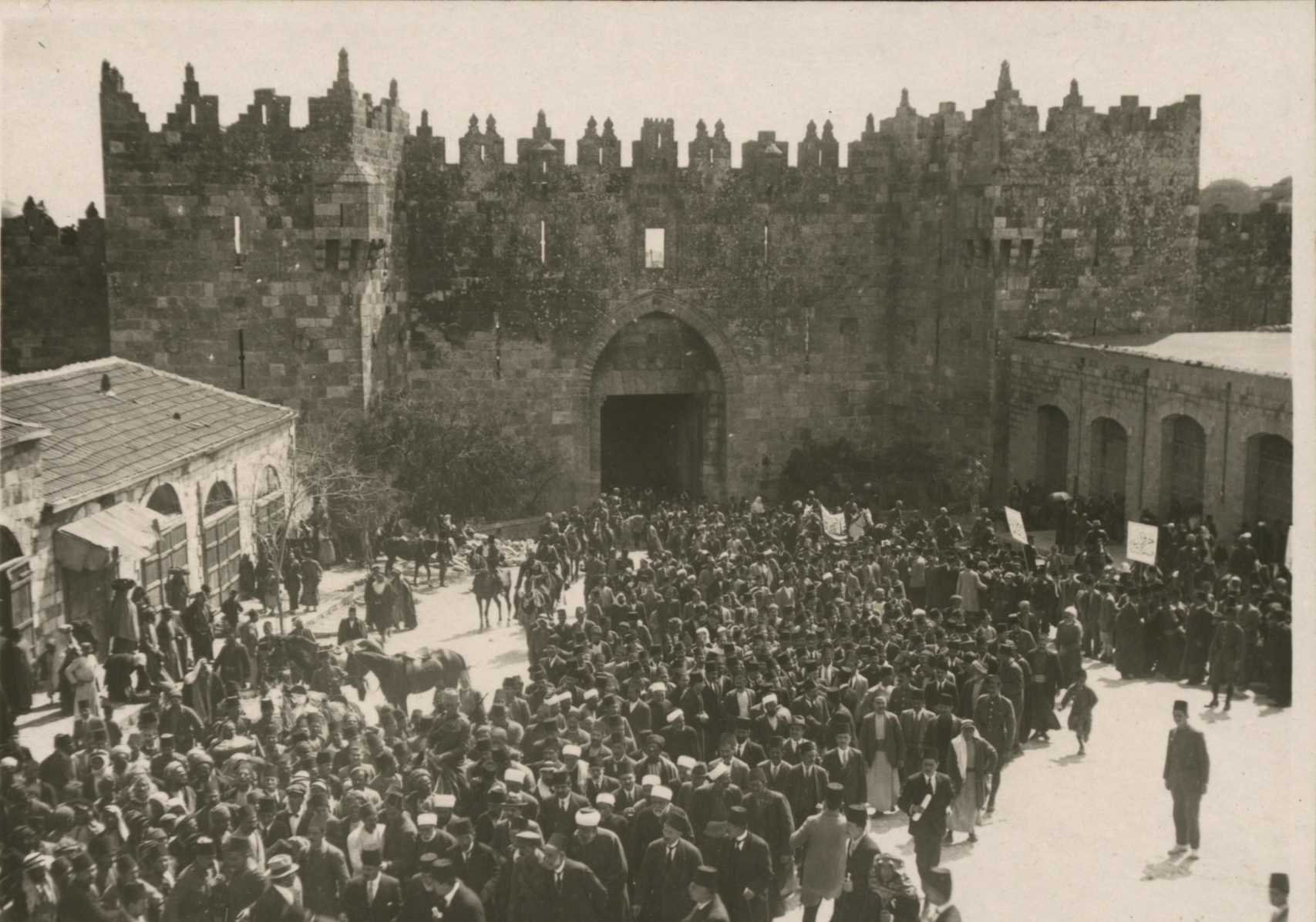
Antizionistische Demonstration am Damaskustor, 8. März 1920

- Palästina/Königreich Syrien: Wie schon am Vortag kommt es in sämtlichen Städten Palästinas zu Massendemonstrationen, worauf Geschäfte geschlossen und zahlreiche Juden angegriffen werden. Die Angreifer skandieren „Tod den Juden!“ und „Palästina ist unser Land, die Juden sind unsere Hunde!“, was sich auf Arabisch reimt.[5] Der Lage eskaliert dann Anfang April bei den Nabi-Musa-Unruhen zu einem Pogrom gegen die jüdische Bevölkerung.

### Dienstag, 9. März
- Berlin/Weimarer Republik: Im Ufa-Palast am Zoo wird die Filmkomödie Kohlhiesels Töchter uraufgeführt. Der Stummfilm mit Henny Porten in einer Doppelrolle basiert auf einem gleichnamigen Bauernschwank.
- München/Weimarer Republik: Der Springstock wird im Reichspatentamt zum Patent angemeldet. Die alternative Bezeichnung Pogo-Stick leitet sich wahrscheinlich von den Anfangsbuchstaben der Nachnamen der Anmeldenden des Patentes Max Pohlig und Ernst Gottschall ab.[6]

### Mittwoch, 10. März
- Deutschland: Zwei Asteroiden des Hauptgürtels werden entdeckt. (929) Algunde von K. Reinmuth in Heidelberg und (930) Westphalia von Walter Baade in Hamburg-Bergedorf.
- Weimarer Republik: Bei einem persönlichen Gespräch am Abend stellt Walther von Lüttwitz ein Ultimatum an Reichspräsident Friedrich Ebert. Tags darauf wird er von Reichswehrminister Gustav Noske wegen Insubordination gegenüber den zivilen Reichsbehörden zur Disposition gestellt[7] worauf Lüttwitz am 13. März den Kapp-Putsch beginnt.

### Donnerstag, 11. März

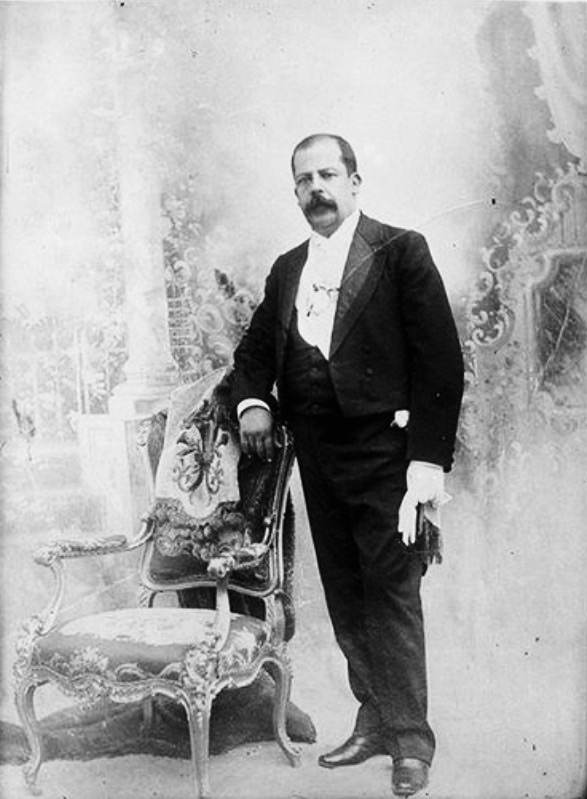
Manuel Estrada Cabrera

- Guatemala-Stadt/Guatemala: Eine von der Unionistischen Partei (Partido Unionista) organisierte Demonstration zugunsten einer Wiederherstellung der Zentralamerikanischen Föderation findet statt. Dabei kommt es zu Schüssen, denen ein Demonstrant zum Opfer fällt. Dieser Vorfall führt zu einer Radikalisierung der Proteste, die sich nun unmittelbar gegen den Präsidenten Manuel José Estrada Cabrera richten. Die Auseinandersetzungen eskalierten in den folgenden Tagen und führen zu der Suspendierung des Präsidenten am 8. April und schließlich seinen Rücktritt am 14. April.
- Diedelsheim/Weimarer Republik: Die Jüdische Gemeinde des Ortes wird aufgelöst.

### Freitag, 12. März
- Nikolajewsk am Amur/Russische Sozialistische Föderative Sowjetrepublik: Die Kaiserlich Japanische Armee startet als Teil der Sibirischen Interventionskräfte einen Überraschungsangriff da Partisanen unter dem Kommando von Jakow Trjapizyn, der in einem losen Bündnis mit der bolschewistischen Roten Armee steht, damit beginnt Sympathisanten der Weißen Bewegung zusammenzutreiben und hinzurichten. Dieser misslingt jedoch und führt zur Hinrichtung der Überlebenden der Garnison und der Tötung zahlreicher japanischer Zivilisten. Siehe auch: Nikolajewsk-Zwischenfall.
- Berlin/Weimarer Republik: Der Erzberger-Helfferich-Prozess endet mit einem Schuldspruch gegen den ehemaligen Staatsminister Karl Helfferich. Der eigentliche Verlierer ist aber Reichsfinanzminister Matthias Erzberger. Das Gericht urteilt, Helfferich habe im Wesentlichen keine unwahren Behauptungen verbreitet und außerdem aus „vaterländischen Gründen“ gehandelt. Erzberger dagegen werden in zwei Fällen Meineid und in sieben Fällen die Vermischung von Politik und Geschäftsinteressen vorgeworfen. Noch am gleichen Tag tritt Erzberger als Minister zurück.
- Belgrad/Königreich der Serben, Kroaten und Slowenen: Der Fußballverbände Beogradski loptački podsavez wird im Zuge des Aufstiegs des Fußballsports gegründet.
- Guanajuato/Mexiko: Der Grundstein für die Christus von El Cubilete, ein Christusdenkmal auf dem Cerro del Cubilete (2579 m), wird gelegt. 8 Jahre später, am 30. Januar 1928, wird es im Bürgerkrieg auf Befehl von Plutarco Elías Calles bombardiert und gesprengt.[8]
- Berlin/Weimarer Republik: Im Mozartsaal und im U.T. Kurfürstendamm findet die Uraufführung der Stummfilm-Groteske Romeo und Julia im Schnee statt. Sie ist nach Motiven von William Shakespeares Drama Romeo und Julia entstanden.

### Samstag, 13. März

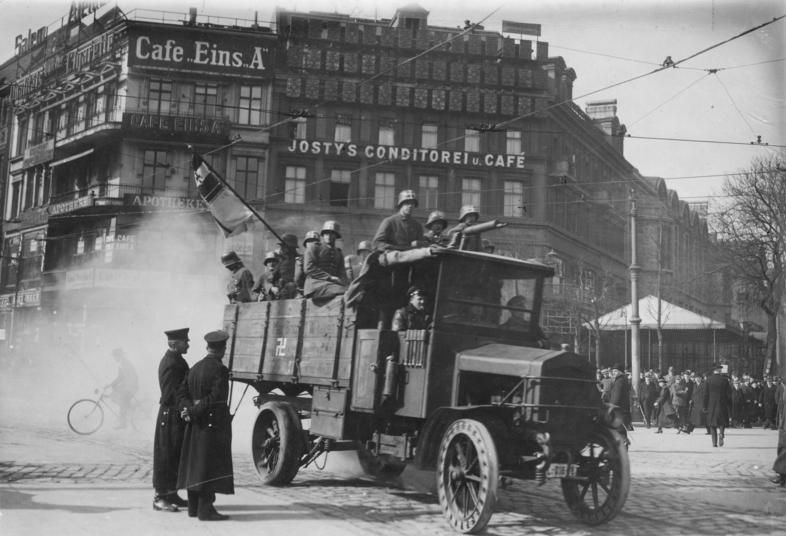
Kapp-Putschisten am Potsdamer Platz in Berlin

- Weimarer Republik: General Walther von Lüttwitz startet mit Unterstützung von Erich Ludendorff einen konterrevolutionären Putschversuch gegen die nach der Novemberrevolution geschaffene Weimarer Republik. Der Kapp-Putsch – bei der der namensgebende Wolfgang Kapp mit seiner „Nationalen Vereinigung“ nur eine Nebenrolle spielt –  bringt das republikanische Deutsche Reich an den Rand eines Bürgerkrieges und zwingt die sozialdemokratischen Mitglieder der Reichsregierung zur Flucht aus Berlin. Nach 100 Stunden – am 17. März – scheitert der Umsturzversuch.

### Sonntag, 14. März
- Herzogtum Schleswig: Es findet nach der Abstimmung in Zone I am 10. Februar 1920 die Volksabstimmung in Zone II über die staatliche Zugehörigkeit Schleswigs statt. Beteiligt ist Mittelschleswig (dem heutigen nördlichen Südschleswig) mit Flensburg, Niebüll, Föhr, Amrum und Sylt. Dort votieren von 70.286 Stimmberechtigten 51.742 (80,2 %) für Deutschland und 12.800 (19,8 %) für Dänemark. So bleibt Zone II geschlossen bei Deutschland.
- Penzberg/Weimarer Republik: Der Fußballclub Penzberg wird gegründet.

### Montag, 15. März

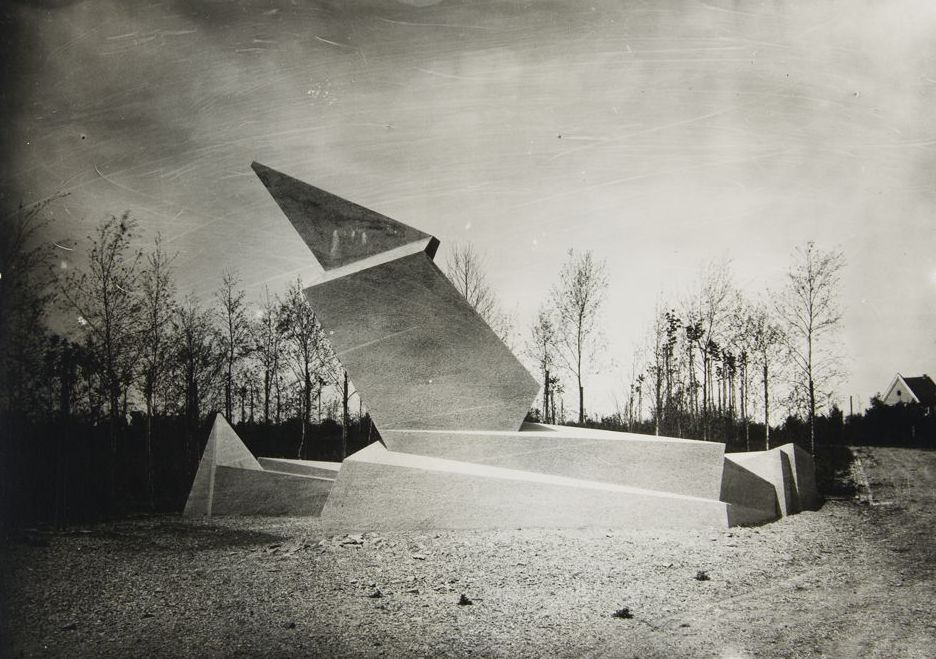
„Denkmal der Märzgefallenen“ von Walter Gropius (1922)

- Weimarer Republik: Im Zuge des Kapp-Putschs und des Ruhraufstands kommt es zu Kämpfen zwischen Arbeitern (etwa Rote Ruhrarmee) und Freikorps-Einheiten, bei denen es viele Tote gibt. Gleichzeitig beginnt der größte Generalstreik in der deutschen Geschichte, bei dem sich in den folgenden Tagen über 12 Millionen Menschen beteiligen.[9]
- Finnland: Das Kabinett Erich, das sechste Regierungskabinett in der Geschichte Finnlands, beginnt seine Amtszeit.

### Dienstag, 16. März

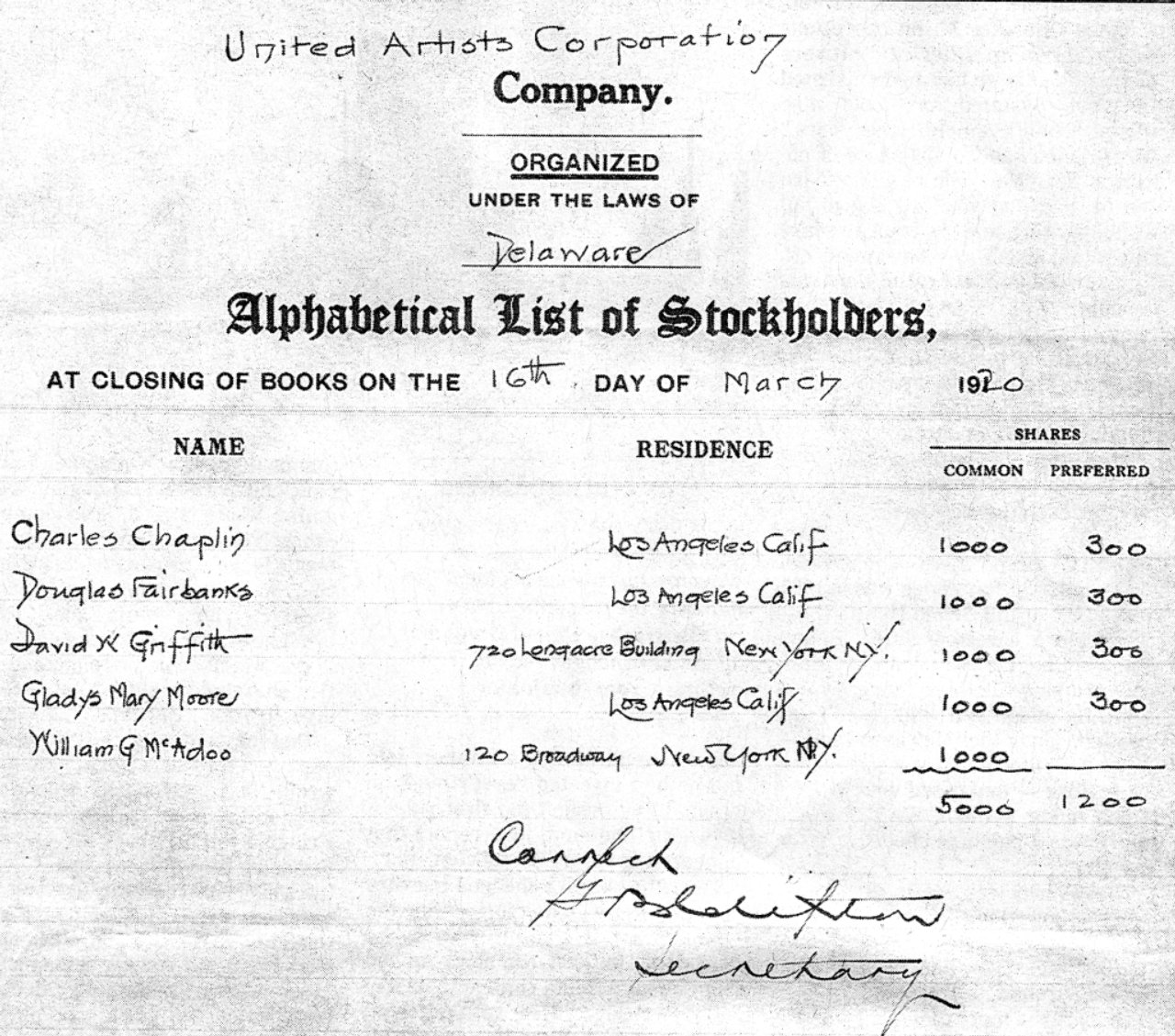
Liste der Aktionäre von United Artists am 16. März 1920

- Konstantinopel/Türkei: Großbritannien besetzt die Stadt, um die nationalen Aktivitäten zu unterbinden. Führende Parteimitglieder der „Gruppe zur Rettung des Vaterlandes“ (Felâh-ı Vatan Grubu) werden verhaftet. Daraufhin löst Sultan Mehmed VI. das Osmanische Parlament auf. Zeitgleich beginnen griechische Truppen damit, tiefer ins anatolische Landesinnere vorzudringen. Siehe auch: Griechisch-Türkischer Krieg
- Poschiavo/Schweiz: Beim Bernina Hospiz wird ein Schneeschleuderzug der Berninabahn, bestehend aus einer Dampfschneeschleuder, den beiden Triebwagen BCe 4/4 1 und BCFe 4/4 23 und einem Postwagen, von einer Lawine erfasst. Die Lawine reißt die Schneeschleuder und den ersten Triebwagen mit, während der zweite Triebwagen vom Druck der Schneemassen umstürzt. Acht Bahnangestellte kamen ums Leben. Die Mannschaft der Schneeschleuder erlitt tödliche Verbrühungen durch den ausströmenden Heissdampf.[10]
- Berlin/Weimarer Republik: Dietrich Eckart stellt Adolf Hitler einigen Initiatoren des Kapp-Lüttwitz-Putsches vor. Der Putsch bricht am Folgetag zusammen.[11]

### Mittwoch, 17. März
- Weimarer Republik: Der Kapp-Putsch scheitert. Wolfgang Kapp flieht nach Schweden, und Walther von Lüttwitz wird nach Verhandlungen zum Aufgeben bewegt.

### Donnerstag, 18. März

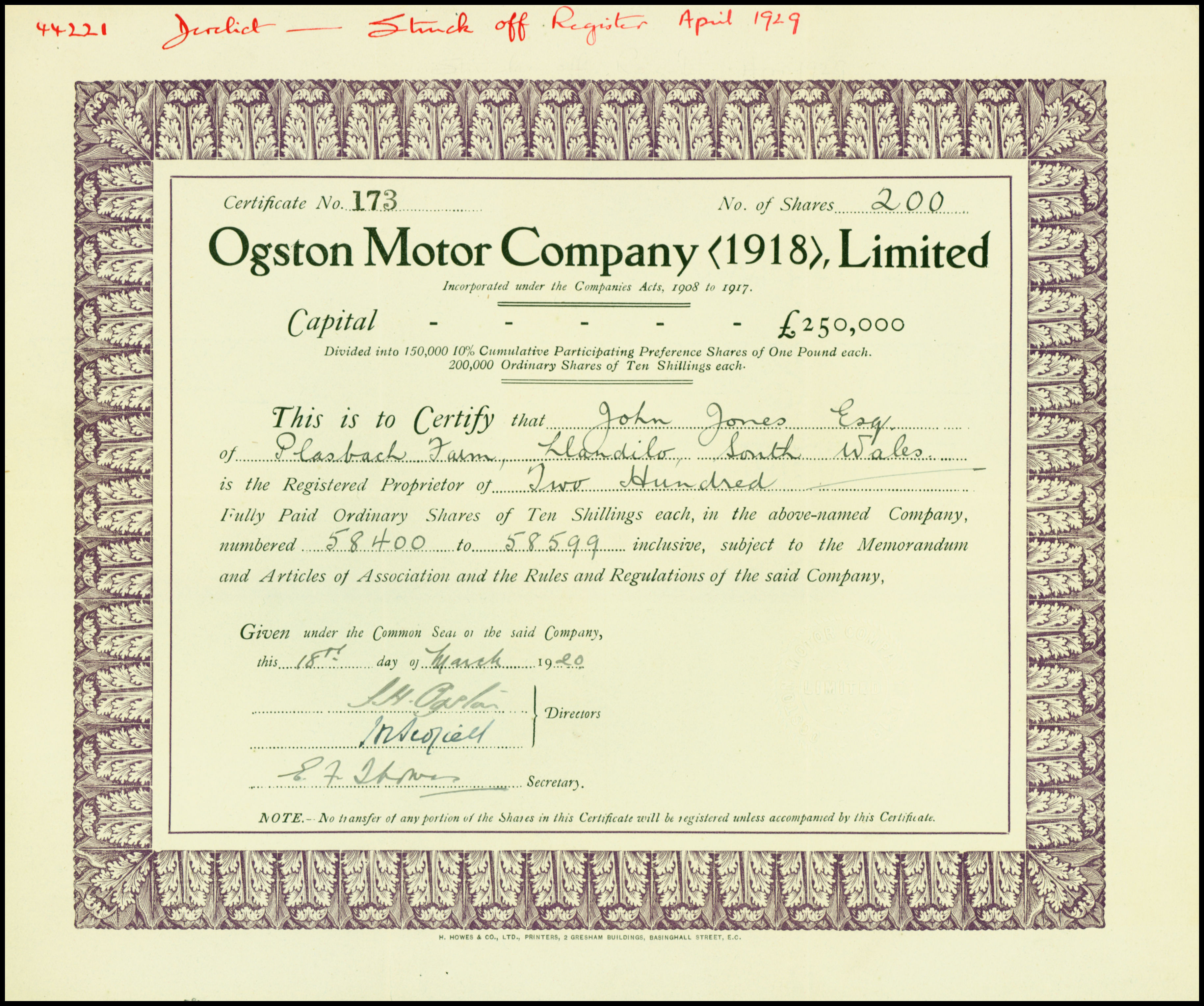
Aktie der Ogston Motor Company vom 18. März 1920

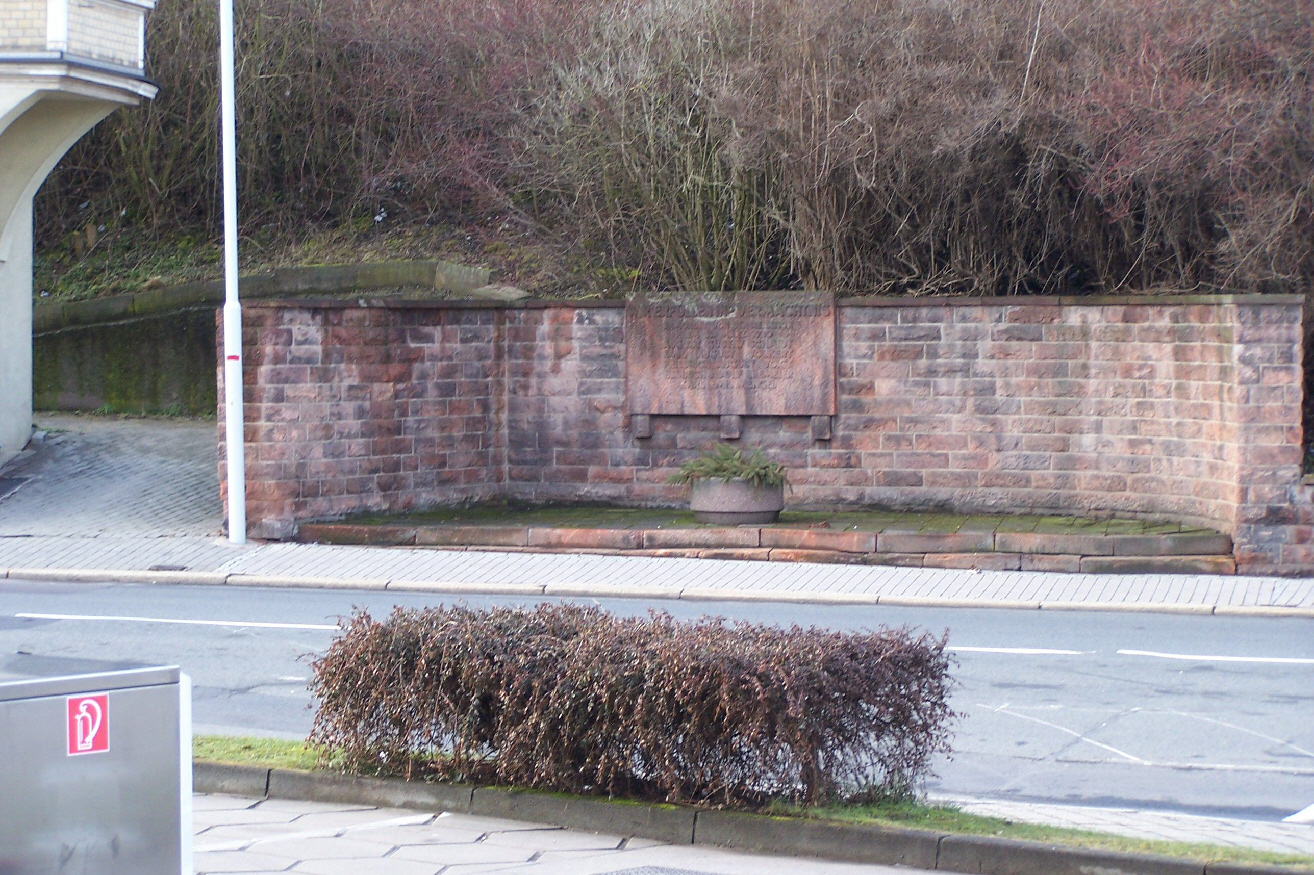
Das Denkmal an der Kreuzung Frankfurter Straße – Kasseler Straße

- Königreich Island: Eine Verfassung tritt in Kraft.[12]
- Mena/Vereinigte Staaten: In der heutigen Ausgabe wird die Stadt in der Zeitung The Mena Star damit beworben, „100% weiß“ zu sein. Zwei Jahre später wird erstmals eine Ortsgruppe des rassistisch motivierten Ku-Klux-Klan gegründet.
- Rakamaz/Königreich Ungarn: Die elfmonatige rumänische Besetzung endet.
- Stuttgart/Weimarer Republik: Das Kunstgebäude der Stadt wird aufgrund des Kapp-Putsches Tagungsort der Nationalversammlung (siehe Stuttgart als Zufluchtsort der Reichsregierung während des Kapp-Putsches)
- Waren/Weimarer Republik: Nachdem Rittmeister Stephan von le Fort mithilfe einer Reihe von Freikorps-Kämpfern aus dem Baltikum am Vortag im Zuge des Kapp-Putsches über die Stadt den Belagerungszustand ausgerufen hatte, lässt er mit seinem Vetter, dem Reichswehrleutnant Peter Alexander von le Fort, die Stadt mit einem Geschütz und drei Maschinengewehren beschießen, wobei es 11 Schwerverletzte und fünf Tote, darunter ein siebzehnjähriges Mädchen, zu beklagen gibt.[13] An der Südseite des Warener Rathauses ist heute noch das Einschussloch einer Granate zur Erinnerung an die Beschießung zu sehen, und Uwe Johnson verarbeitet dieses Ereignis in seinem Roman Jahrestage.
- Eisenach//Weimarer Republik: Ein bewaffneter Trupp von Infanteristen und Kriminalpolizisten der Eisenacher Garnison geht nach einem Tumult zum Angriff mit Handgranaten und Gewehrfeuer auf Passanten und herbeieilende Arbeiter über. Hierbei bleiben neben einigen Schwerverletzten die fünf Eisenacher Bürger mit tödlichen Verletzungen auf der Straße zurück, die restlichen Beobachter der Aktion fliehen in Panik in umliegende Häuser und Straßen. Jahrzehnte später, am 22. März 1969 wird zu Ehren der Toten das Denkmal für die Märzgefallenen eingeweiht.

### Freitag, 19. März

Hugo Wendorff (um 1912)

- Washington, D.C./Vereinigte Staaten: Die republikanische Mehrheit im 66. Kongress lehnt es ab den Friedensvertrag von Versailles und das Völkerbundstatut zu ratifizieren.
- Algerien: François Gonnessiat entdeckt (931) Whittemora, einen Asteroid des Hauptgürtels
- Schwerin/Freistaat Mecklenburg-Schwerin: Der Landtag wählt Dr. Hugo Wendorff zum Ministerpräsidenten und am gleichen Tag die übrigen Staatsminister des Kabinetts Wendorff IV. Knapp vier Monate später – am 14. Juli 1920 – tritt das Kabinett wieder zurück.
- Gelsenkirchen/Weimarer Republik: Die Schlosserei und Metallgießerei Johann Seppelfricke – das erste Unternehmen der Familie Seppelfricke – wird gegründet.

### Samstag, 20. März
- Essen/Weimarer Republik: Im Zuge des Ruhraufstands bildet sich der Zentralrat der Arbeiterräte, die in Teilen des Ruhrgebiets die Macht übernehmen.
- Dänemark: Die Regierung Liebe wird durch Otto Liebe als geschäftsführende Regierung gebildet und löst die zweite Regierung Zahle von Det Radikale Venstre ab.
- Weimarer Republik: Nach dem Kapp-Putsch am 13. März 1920 treffen die Reichsregierung, Gewerkschaften und Parteien eine Vereinbarung zur Bildung einer zweiten Sozialisierungskommission.

### Sonntag, 21. März

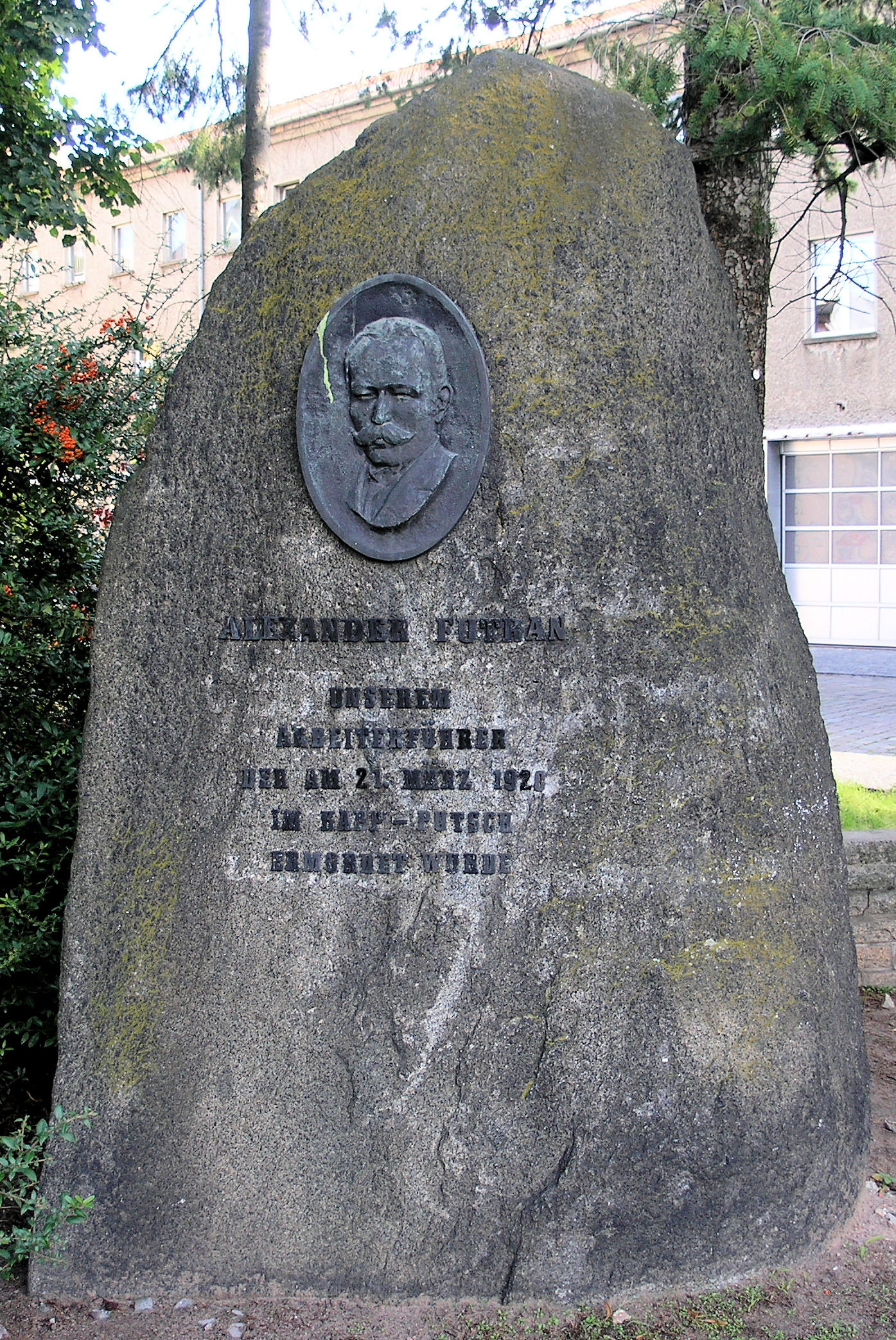
Gedenkstein für Futran auf dem Futranplatz, in Berlin-Köpenick

- Berlin/Weimarer Republik: Alexander Futran, ein Kommunalpolitiker der USPD, wird durch Freikorpsangehörige ermordet.
- Königreich Ungarn: Das Königreich Ungarn wird wiedererrichtet. Es wird unter Reichsverweser Horthy bis zum 21. Dezember 1944 weiterbestehen.
- Chicago/Vereinigte Staaten: Der erste Sonntagsstrip des Comicstrips Barney Google, gezeichnet von Billy DeBeck, erscheint. Die namensgebende Titelfigur – ein kleiner Mann mit großen Augen – entflieht darin gern seiner Ehefrau und dem häuslichen Alltag, um sich als Zuschauer auf diversen Sportstätten, insbesondere auf der Pferderennbahn, herumzutreiben.

### Montag, 22. März

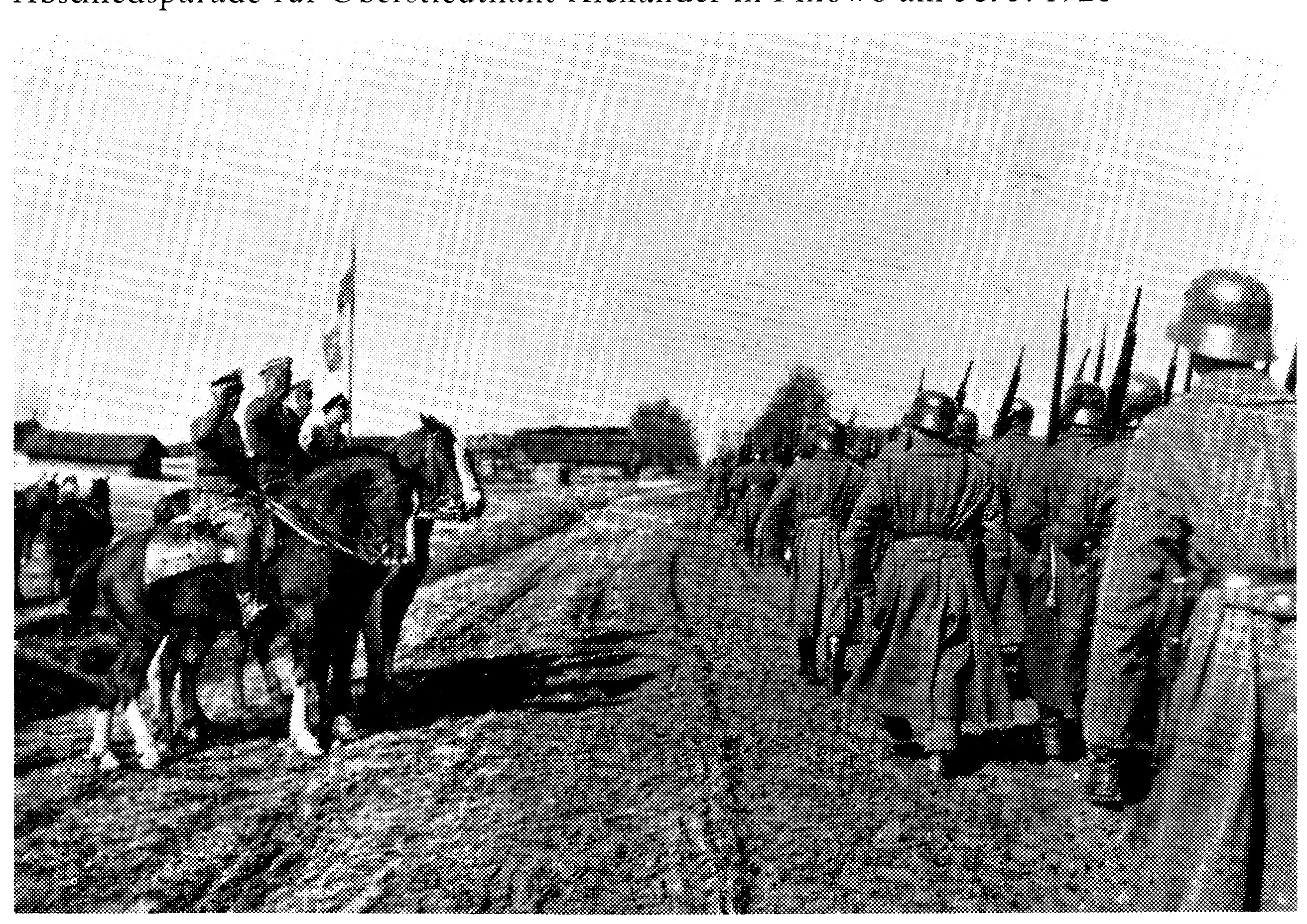
Abschiedsparade der Baltischen Landeswehr für Oberstleutnant Alexander am 22. März 1920

- Freie Stadt Danzig: Die Sitzungsperiode zur Diskussion der Verfassung der Freien Stadt Danzig endet. Ab jetzt wird über den Entwurf abgestimmt.
- Baabda/Arabisches Königreich Syrien: Die libanesischen Nationalisten überzeugen einen Rat aus christlichen Personen die Unabhängigkeit des Libanons zu proklamieren.
- Washington/Vereinigte Staaten: Washington ratifiziert den 19. Zusatzartikel zur Verfassung der Vereinigten Staaten. Danach verzögert sich der Ratifizierungsvorgang monatelang. Erst, am 18. August 1920, ratifizierte Tennessee mit knappster Mehrheit Zusatzartikel und macht ihn dadurch zum Gesetz im gesamten Gebiet der Vereinigten Staaten.[14]

### Dienstag, 23. März

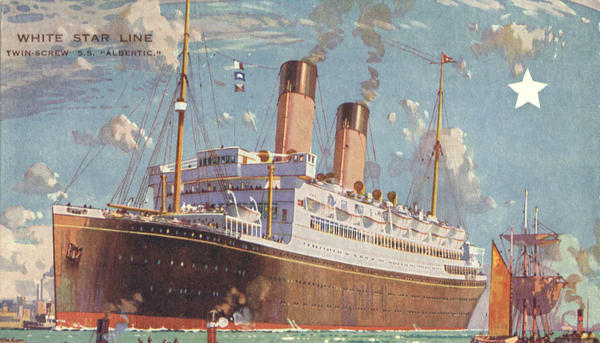
Die Albertic auf einer Postkarte

- Bremen/Weimarer Republik: Das Passagierschiff Albertic läuft von Stapel und muss gleich danach an die White Star Line verkauft werden, da es 1919 in die Reparationsleistungen einbezogen worden war.
- Berlin/Weimarer Republik: Kurt von Priesdorff wird zum Polizeidezernenten und Geheimrat (Kommandeur) und kurz darauf zum Inspekteur der Berliner Sicherheitspolizei berufen.[15][16] Als Folge des am 17. März gescheiterten Kapp-Putsches werden republikfeindliche Offiziere aus dem Dienst der Berliner Sicherheitspolizei (Sipo) entfernt und durch regierungstreue ersetzt.
- Frankfurt am Main Die Olea Mineralölwerke AG wird gegründet, sie übernimmt die Deutsche Schmiermittel GmbH. 1967 wird sie in  Gasolin umbenannt.

### Mittwoch, 24. März
- Bielefeld/Weimarer Republik: Im Zuge des Ruhrkampfes findet eine Konferenz statt, an der Vollzugsräte der Aufständischen, Stadtverwaltungen, die Regierungspräsidenten von Düsseldorf, Münster und Arnsberg, die Gewerkschaften und die politischen Parteien von der Mitte bis zur KPD teilnehmen. Es wird eine Vereinbarung – das Bielefelder Abkommen – zwischen den Abgesandten der Roten Ruhrarmee und Vertretern der Reichsregierung getroffen die aber nur wenige Tage später scheitert.
- Berlin/Weimarer Republik: Nach dem Zusammenbruch des Kapp-Putsches tritt der SPD-Politiker Paul Hirsch von seinem Amt als Ministerpräsident des Freistaates Preußen zurück. Er bleibt aber Mitglied des Preußischen Landtages.
- München/Weimarer Republik: Eine Verordnung stellt die Bayerische Staatsbank auf eine neue gesetzliche Grundlage.

### Donnerstag, 25. März

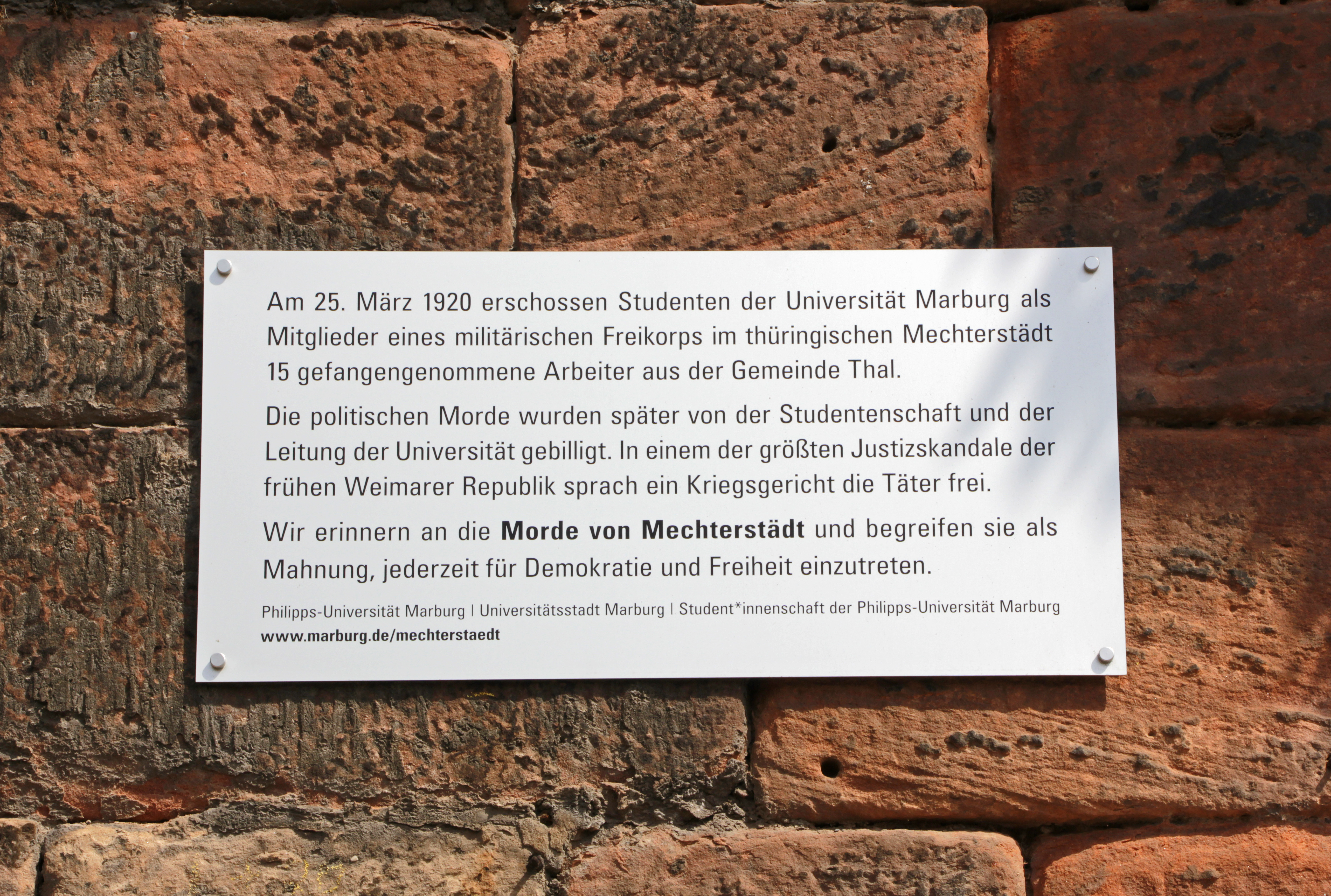
Gedenktafel in Marburg

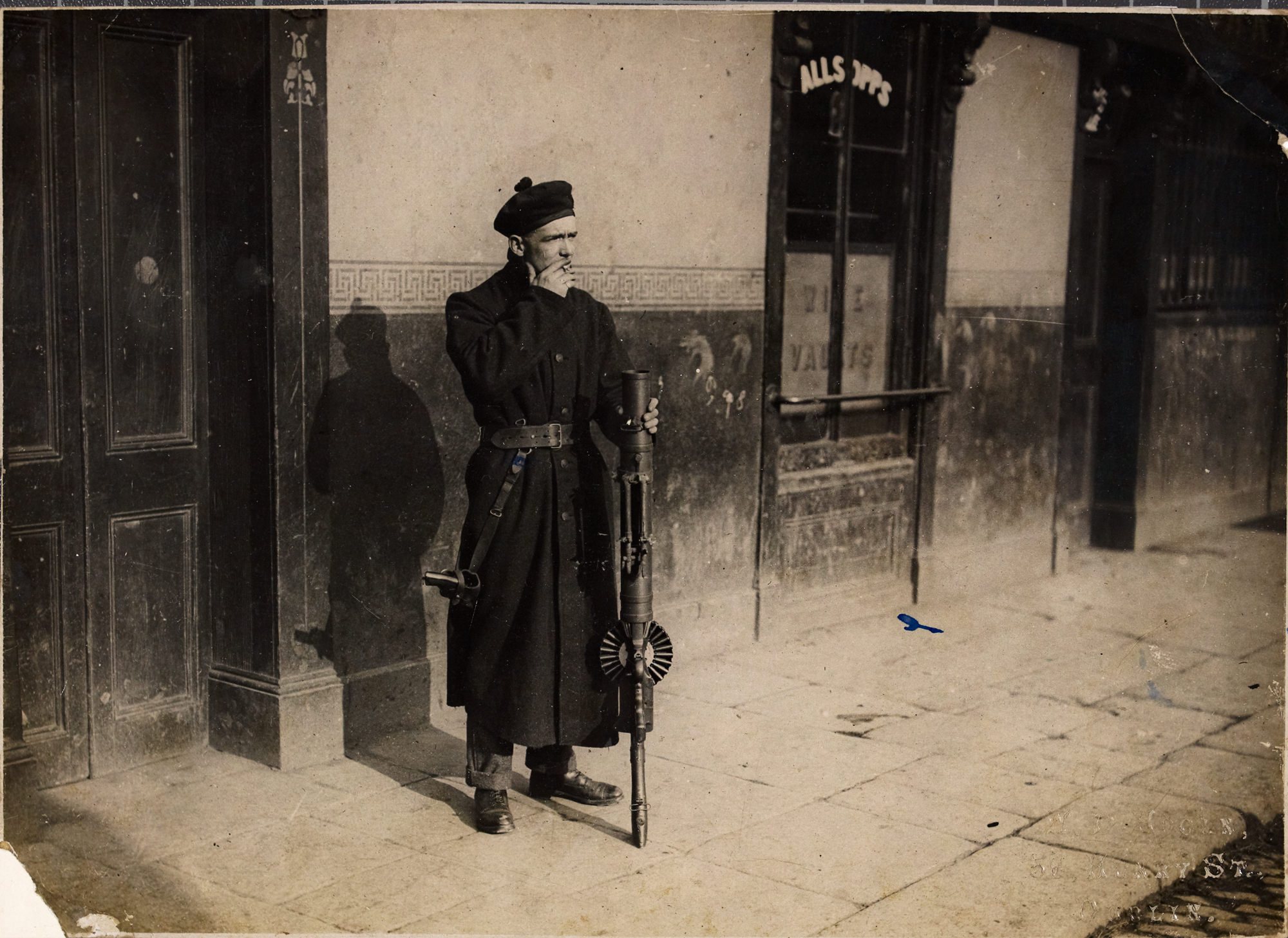
Ein Black and Tan in Dublin, Februar 1921

- Thüringen/Weimarer Republik: Auf der Straße von Mechterstädt nach Gotha ermorden Angehörige des „Studentenkorps Marburg“ 15 Arbeiter. Der Vorfall wird als Morde von Mechterstädt bekannt und führt nach medialen und politischen Reaktionen mittelbar zu einer Entfremdung zwischen weiten Teilen der Studentenschaft, der Republik und der Arbeiterschaft.
- Irland/Vereinigtes Königreich Großbritannien und Irland: Erste Angehörige der im Januar 1920 gebildeten Black and Tans erreichen die Insel. Es handelt sich um eine von zwei paramilitärischen Gruppen zur Unterdrückung und Bekämpfung von Sinn Féin und der Irish Republican Army (IRA).[17]

### Freitag, 26. März

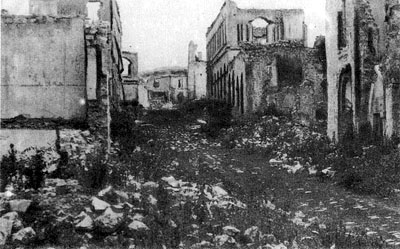
Ruinen in Schuscha, März 1920

- Weimarer Republik: Die zweite Reichsregierung, das Kabinett Bauer, wird infolge des Kapp-Putsches zum Rücktritt gezwungen und am Tag danach vom Kabinett Müller I abgelöst.
- Schuscha/Bergkarabach: Das seit vier Tagen – seit dem 22. März – stattfindende Schuscha-Pogrom endet. Dabei wurden im Zuge des Armenisch-Aserbaidschanischen Krieges die armenischen Einwohner von Schuscha angriffen und getötet. Die Armenierviertel der Stadt werden dabei vollständig zerstört. Die Angaben über die Anzahl der Todesopfer gehen weit auseinander und liegen zwischen 500[18][19] und 20.000[20] bzw. 30.000.[21]
- Wien/Österreich-Ungarn: Das Lustspiel in Versen in einem Akt von Arthur Schnitzler Die Schwestern oder Casanova in Spa wird im Burgtheater uraufgeführt.

### Samstag, 27. März
- Weimarer Republik: Das Kabinett Müller I löst das Kabinett Bauer als Reichsregierung ab, nachdem dieses am Vortag infolge des Kapp-Putsches zum Rücktritt gezwungen worden war.
- Paris/Frankreich: Die Assemblage des französischen Künstlers Francis Picabia, Natures Mortes: Portrait de Cézanne, Portrait de Renoir, Portrait de Rembrandt, wird im Maison de l’Œuvre in Paris im Rahmen einer Feierlichkeit anlässlich der Veröffentlichung eines Dada-Manifests erstmals einem öffentlichen Publikum gezeigt.[22]
- Preußen/Weimarer Republik: Das Preußische Innenministerium veröffentlicht einen Erlass, mit dem alle Symbole der Monarchie – einschließlich der Kaiserbilder – aus dem öffentlichen Raum zu entfernen sind.[23]

### Sonntag, 28. März

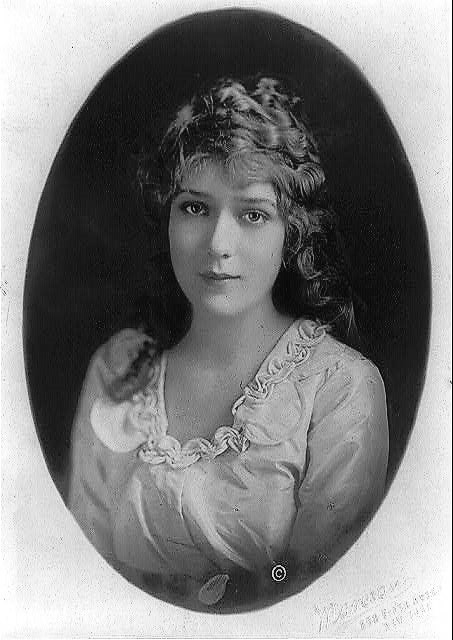
Mary Pickford, 1913

- Vereinigte Staaten: Mary Pickford und Douglas Fairbanks senior heiraten nach über drei Jahren Beziehung ohne ihren gemeinsamen Freund Charlie Chaplin, da dieser sich gegen ihre Ehe ausgesprochen hatte.[24] Gemeinsam unterhalten sie das Anwesen Pickfair, ein Geschenk von Douglas an Mary, das als Hochburg der Hollywood-Prominenz gilt. Pickford hatte sich zweieinhalb Wochen zuvor – am 2. März – im Schnellverfahren scheiden lassen.

### Montag, 29. März

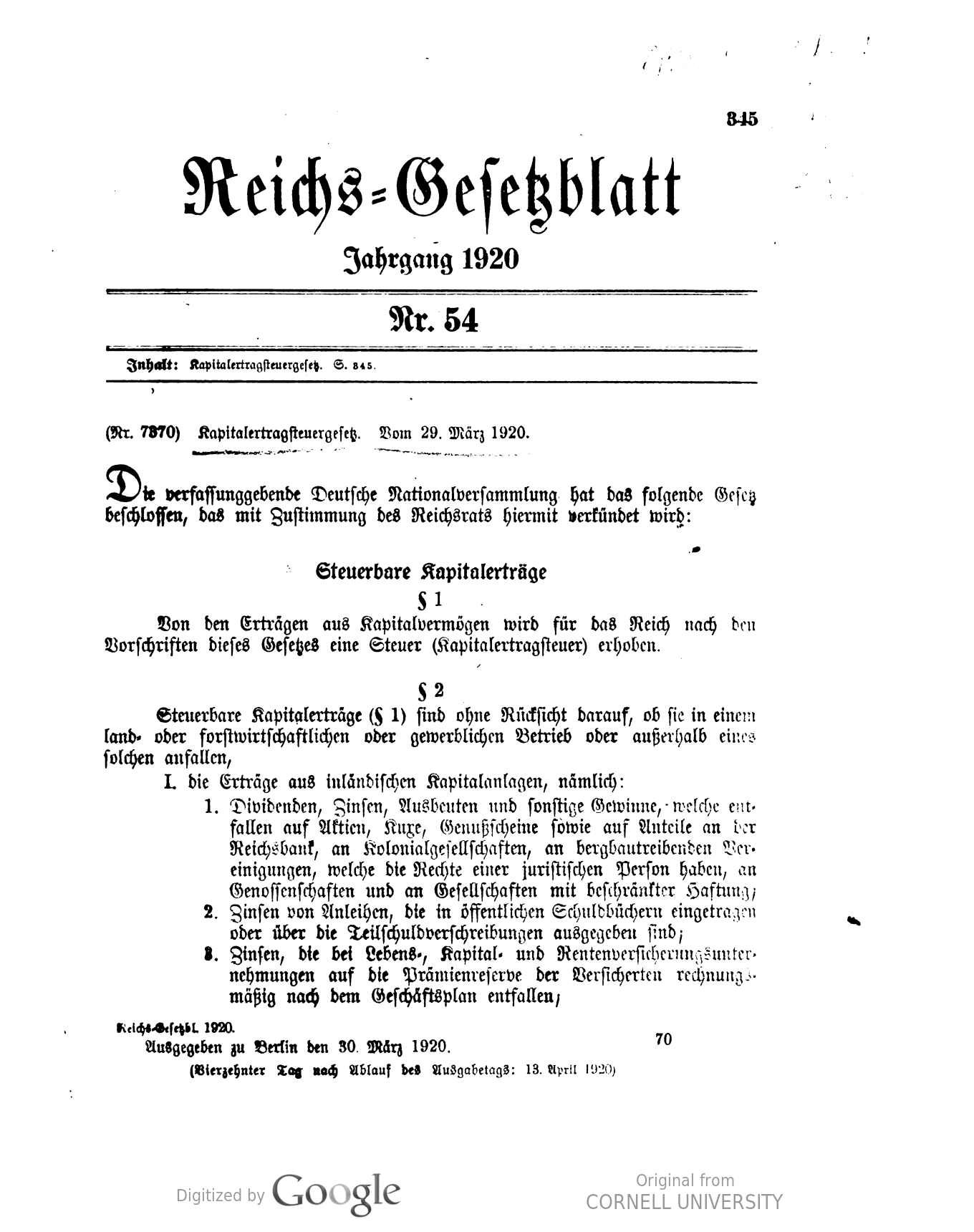
Kapitalertragsteuergesetz vom 29. März 1920

- London/Großbritannien: Der Flughafen Croydon Aerodrome wird eröffnet.
- Wilhelmsburg/Österreich: Bei einem Großbrand werden 34 Wohnhäuser und 10 Nebengebäude eingeäschert, auch das alte Rathaus fällt den Flammen zum Opfer.
- Preußen/Weimarer Republik: Das Kabinett Braun I löst das Kabinett Hirsch als Preußische Regierung ab.

### Dienstag, 30. März

Flagge der Tschechoslowakei, 1920 bis 1992

- Tschechoslowakei: Der Flagge der Tschechoslowakei wird am linken Rand ein blaues gleichschenkliges Dreieck für die Slowakei eingefügt. Das Blau entstammt der slowakischen Flagge. Nach anderen Quellen ist die blaue Farbe dem Wappen Mährens entnommen.[25]
- Moskau/Sowjetrussland: Der Frieden von Dorpat tritt mit dem Austausch der Ratifikationsurkunden der Friedensvertrag in Kraft. Damit endet der Estnische Freiheitskrieg und Sowjetrussland erkennt de jure die Republik Estland als selbständigen Staat an. Sowjetrussland erklärt, für immer auf alle Rechte zu verzichten, die es auf Estland jemals gehabt hatte. Der Grenzverlauf ist für Estland günstig: es erhält strategisch wichtige Gebiete am Ostufer des Narva-Flusses und das Gebiet um die Stadt Petschory.

### Mittwoch, 31. März
- Berlin/Weimarer Republik: Das für die Betreuung aller Adelsangelegenheiten (Adelstitel-, Rang- und Wappenfragen) zuständige Heroldsamt wird aufgelöst und seine Akten an das Geheime Staatsarchiv in Berlin-Dahlem übergeben.
- Vereinigtes Königreich Großbritannien und Irland: Die Inflexible wird – nachdem sie schon 1919 zur Reserveflotte versetzt worden war – außer Dienst gestellt und im Dezember 1922 zum Ausschlachten verkauft.
- Tulsa/Vereinigte Staaten: Ein Bericht der Tulsa Tribune, wonach der afroamerikanische Lieferjunge Dick Rowland versucht haben soll, die 17-jährige weiße Aufzugführerin Sarah Page zu vergewaltigen, löst die Rassenunruhen in Tulsa aus. Dieses Ereignis zählt zu den verheerendsten Rassenunruhen in der amerikanischen Geschichte bei dem bis zum 1. Juni 1921 etwa 300 Menschen ums Leben kommen und das zur weitgehenden Zerstörung des Viertels Greenwood führt.